# Old Bank of Louisville
La Old Bank of Louisville est un bâtiment national classé depuis 1971. Il est situé dans la ville de Louisville dans l'état américain du Kentucky.  
Achevé en 1837, il fut réalisé en briques et en pierres calcaires. Le bâtiment est considéré comme un des bâtiments de commerce de l'époque les plus sophistiqués. Il fut dessiné par l'architecte James H. Dakin. De nos jours, il est abrite  l'Actors Theatre of Louisville.